# 1900 у футболі
Нижче наведені футбольні події 1990 року у всьому світі.

## Події
- 28 січня — у Лецпцизі засновано Футбольний союз Німеччини.

## Національні чемпіони
| - Англія: Астон Вілла - Аргентина: Інгліш Хай Скул - Бельгія: Расінг (Брюссель) - Ірландія: Белфаст Селтік - Італія: Дженоа - Нідерланди: ХВВ Ден Гааг | - Уругвай: СУРКК (перший чемпіон країни) - Франція: Гавр - Швейцарія: Грассхопперс - Швеція: АІК - Шотландія: Рейнджерс |